# Schoepite
La schoepite, est une espèce minérale, rare produit d'altération de l'uraninite dans des gisements d'uranium hydrothermaux, de formule empirique (UO2)8O2(OH)12•12(H2O). Elle peut également se former directement à partir de la ianthinite. Le minéral se présente sous forme de cristaux orthorhombiques tabulaires transparents à translucides de couleur jaune, jaune citron, jaune brunâtre ou ambre. Bien que plus de vingt autres formes cristallines aient été observées, elle est rarement sous forme d'agrégats microcristallins. Lorsqu'elle est exposée à l'air, la schoepite se transforme rapidement en métaschoepite (UO3 • nH2O, n < 2), dans les quelques mois suivant son exposition à l'air ambient.
Sa dureté est de 2,5, sa densité de 4,8 g/cm3 et son trait est jaune. 
Elle a été décrite pour la première fois à partir d'échantillons provenant de la mine de Shinkolobwe en République démocratique du Congo (ex Congo belge) en 1923 ; plusieurs autres localités sont connues.
La schoepite a été nommée d'après Alfred Schoep (1881–1966), professeur de minéralogie à l'université de Gand en Belgique.